# Rejon włocławski
Rejon włocławski – jeden z trzech rejonów duszpasterskich w rzymskokatolickiej diecezji włocławskiej. Został utworzony przez biskupa Henryka Muszyńskiego w 1990 r.

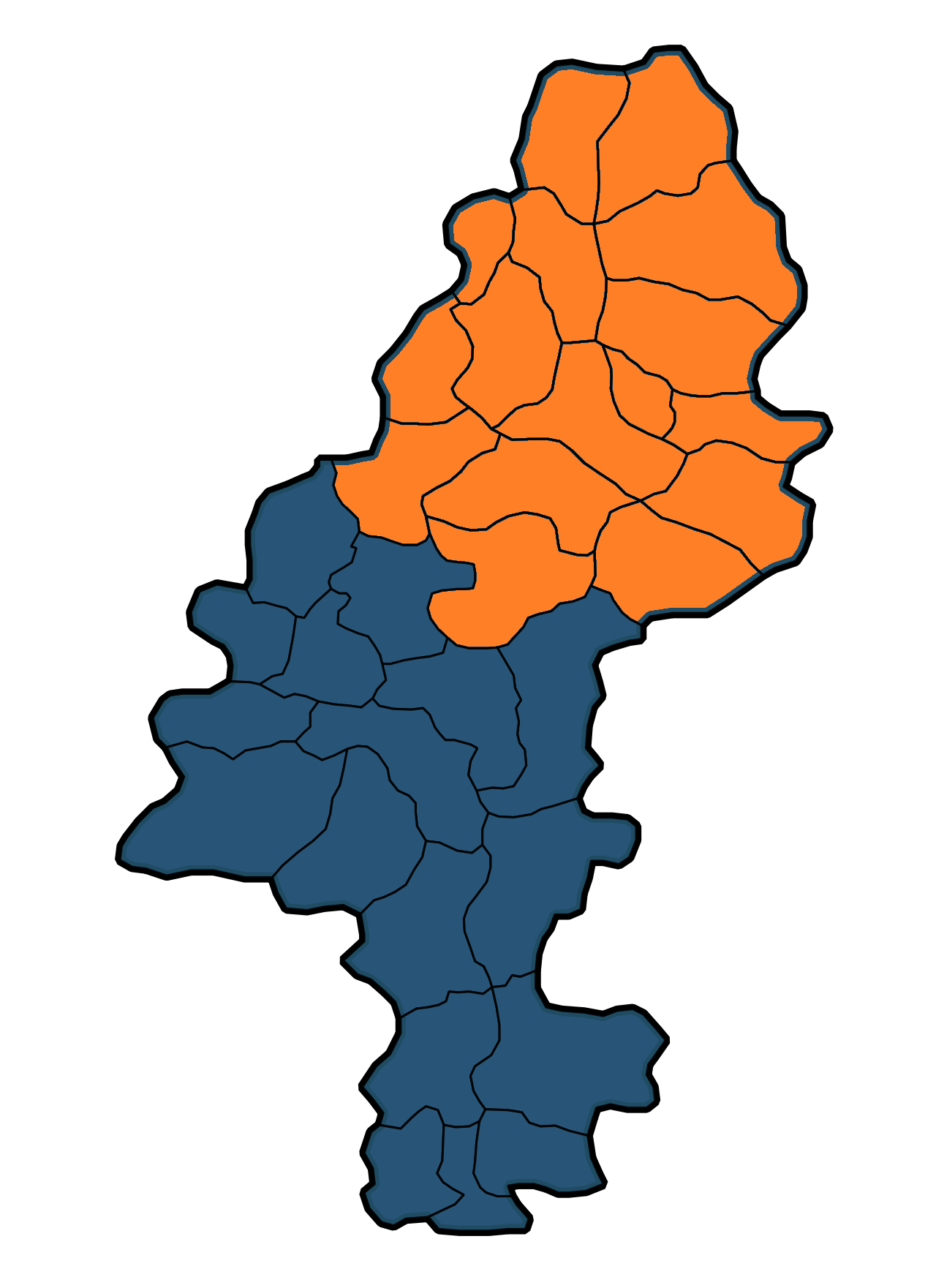
Rejon włocławski na mapie diecezji włocławskiej

Od 27 kwietnia 2021 r. urząd pozostaje nieobsadzony, co zostało potwierdzone 7 czerwca 2021 r. przez biskupa włocławskiego Krzysztofa Wętkowskiego.

## Wikariusze biskupi
- 1990–2003, ks. kanonik Michał Pietrzak – proboszcz parafii św. Józefa we Włocławku
- 2003–2012, ks. prałat Stanisław Waszczyński – proboszcz parafii Wniebowzięcia Najświętszej Maryi Panny we Włocławku
- 2012–2017 – urząd pozostawał nieobsadzony
- 2017–2021, ks. prałat Sławomir Deręgowski – proboszcz parafii św. Stanisława Biskupa i Męczennika we Włocławku

## Dekanaty
W skład regionu wchodzi 16 dekanatów położonych w północnej części diecezji:
- dekanat aleksandrowski
- dekanat bądkowski
- dekanat brzeski
- dekanat chodecki
- dekanat czernikowski
- dekanat izbicki
- dekanat kowalski
- dekanat lipnowski
- dekanat lubicki
- dekanat lubraniecki
- dekanat nieszawski
- dekanat piotrkowski
- dekanat radziejowski
- dekanat szpetalski
- dekanat włocławski I
- dekanat włocławski II